# Thương dương
Trong thần thoại Trung Quốc, Thương dương (商羊) là một loài chim huyền thoại có thể tiên đoán những cơn mưa, nó thường được gắn liền với thần mưa Vũ Sư.
Có một truyền thuyết kể về thương dương như sau: có lần thương dương đã đến triều đình nước Tề và biểu diễn điệu múa trên một chân. Một phái đoàn ngay sau đó đã được cử đi dò hỏi Khổng Tử, lúc ấy đang sống ở nước Lỗ kế bên, về ý nghĩa của sự kiện này. Khổng Tử lúc đó đã tiên đoán rằng sắp tới sẽ có một trận mưa lớn và khuyên triều đình hãy đào mương thoát nước cùng với đắp đê. Nhờ nghe theo lời khuyên của nhà hiền triết, nước Tề đã tránh được tai họa của trận lụt lớn này; trong khi những nước đã bỏ ngoài tai lời khuyên phải gánh chịu những thiệt hại nặng nề. Sự kiện huyền thoại này thường được nhắc tới để minh họa cho sự ngu muội của những kẻ không nghe theo lời của các bậc hiền triết.

## Ghi lại
- Khổng Tử gia ngữ - Biện chính viết: "Nước Tề có chim một chân, sà xuống trong cung, dừng ở trước điện, dãn cánh mà múa. Tề hầu thấy lạ, sai sứ đi Lỗ hỏi Khổng Tử. Khổng Tử đáp rằng: 'Chim này tên Thương Dương, là điềm báo mưa. Xưa có trẻ đứng co một chân, vung lông mày nhảy múa, hát rằng: Trời sắp mưa lớn, Thương Dương nhảy múa. Nay Tề đã có, điềm báo liền sắp ứng rồi. Mau báo dân chúng sửa sang mương máng, tu bổ đê điều, sắp có lũ lớn gây tai.' Không qua bao lâu, mưa to như trút, lũ lụt lan tràn."[3]
- Nhà Hán, Vương Sung trong Luận hành - Biến động viết: "Thương Dương, hiểu mưa; khi trời sắp mưa, co một chân mà nhảy múa."[4]
- Nhà Tống, Tô Thức trong Thứ vận chương truyện đạo hỉ vũ viết: "Trong núi vừa đổi gió, giữa đường đã thấy Thương Dương nhảy."[5]
- Nhà Minh, Trình Đăng Cát trong Ấu học quỳnh lâm - Thiên văn viết: "Gió sắp nổi thấy Thạch Yến bay, mưa sắp tới xem Thương Dương múa."[6]
- Nhà Thanh, Thẩm Thụ Bổn trong Đại thủy thán viết: "Năm nay Thương Dương nhảy, Ngâm mình mấy ngàn thôn."[7]